# Яна Жданова
Яна Жданова (нар. 28 лютого 1988, Макіївка, Донецька область) — українська феміністка та громадська активістка, яка з 2000-х років є однією з лідерів феміністської протестної групи FEMEN. Рух став відомий завдяки своїм резонансним акціям з оголеними грудьми проти ґендерної нерівності, проституції, секс-індустрії, диктатури, гомофобії та інших сучасних політичних та соціальних проблем.

## Ранні роки
Яна Жданова народилася у Макіївці . Вона навчалася у школах у Макіївці та Донецьку, а потім вступила до Київського національного університету культури та мистецтв . У 2009 році Жданова закінчила його зі ступенем бакалавра, а у 2010 році здобула ступінь магістра історії культури. З 2009 по 2012 рік вона працювала танцівницею у невеликих театрах та нічних клубах Києва, а мистецтво, як література та архітектура, залишалося важливою складовою її життя  .

## Політична біженка
2008 року Жданова працювала кореспондентом щоденної національної української газети «Життя » . Водночас вона долучилася до феміністського активізму разом із Олександрою Шевченком . Перша публічна протестна акція Жданової з FEMEN відбулася 22 березня 2009 року і була спрямована проти українського письменника Олеся Бузіни через його художню книгу 2009 року  . У ній автор стверджував, що справжнє місце жінки це гарем, як у старі часи.

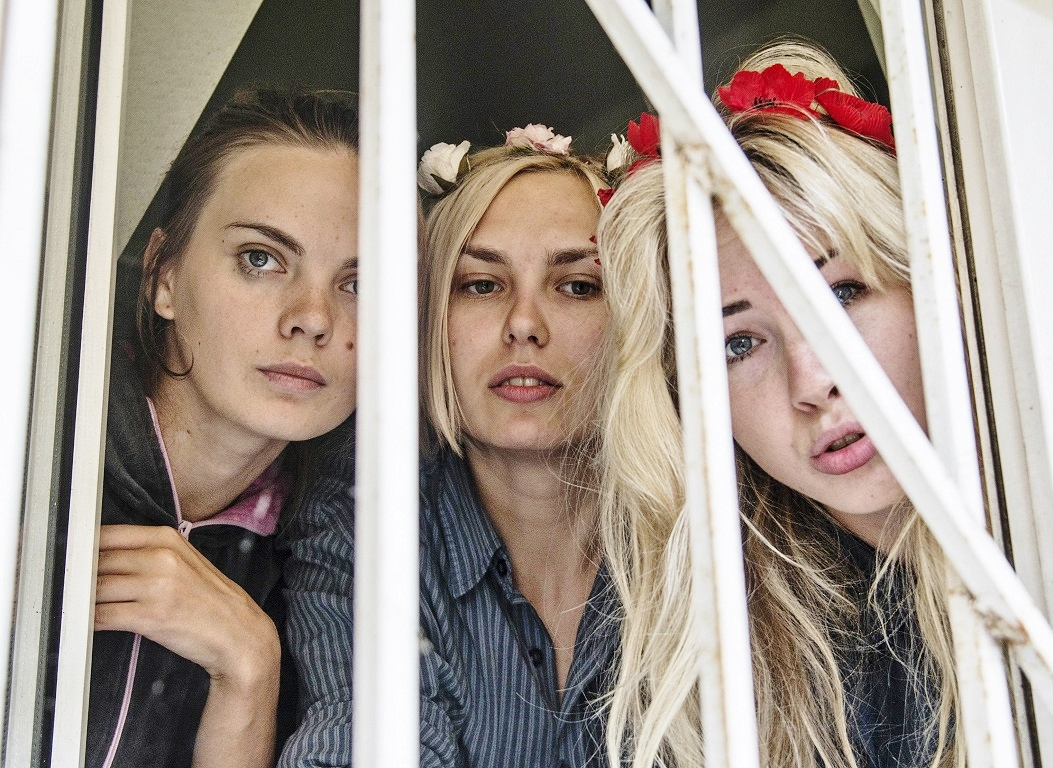
Жданова (у центрі) з Оксаною Шачко (ліворуч) та Олександрою Шевченком у будівлі Київського суду, 28 липня 2013 року.

23 травня 2009 року Жданова разом з Олександрою (Сашею) Шевченком, Оксаною Шачко та Інною Шевченком взяла участь у протестній акції в Києві під гаслом «Україна — не бордель», оскільки, на їхню думку, тоді зростала кількість українських дівчат, які заробляли секс-туризмом та проституцією .
8 березня 2012 року, у Міжнародний жіночий день, вона брала участь у акції протесту у Стамбулі (Туреччина) під гаслом «Стоп домашньому насильству». Жданову було заарештовано турецькою поліцією і наступного дня висунуто з країни.
У березні 2012 року вона провела акцію у Києві на даху будівлі Генеральної прокуратури України з приводу справи Макар, яка отримала широке висвітлення у ЗМІ як усередині, так і за межами України: троє молодих українців, які зґвалтували, задушили, підпалили та залишили помирати 18-річну Макар було звільнено поліцією в очікуванні суду  . Її гаслом були слова "Оксана ще жива".
У квітні того ж року вона піднялася на дзвіницю церкви Святої Софії в Києві, де вдарила в дзвони, виступаючи таким чином проти законопроекту про заборону абортів.
1 липня 2012 року Жданова протестувала перед Олімпійським стадіоном у Києві проти приїзду президента Білорусі Лукашенка. На грудях у активісток було написано "respect, UEFA, KGB".
У квітні 2013 року вона брала участь в акції протесту перед київською мечеттю на підтримку жжАміни Тайлер під гаслом «Свобода Аміне». Тайлер — молода туніска, ув'язнена у своїй країні за те, що вона виклала в Інтернет свої фотографії з оголеними грудьми.
18 червня 2013 року Жданова виступила з протестом у Києві під час візиту білоруського президента Олександра Лукашенка , гаслом якого була фраза «Стоп диктатору».

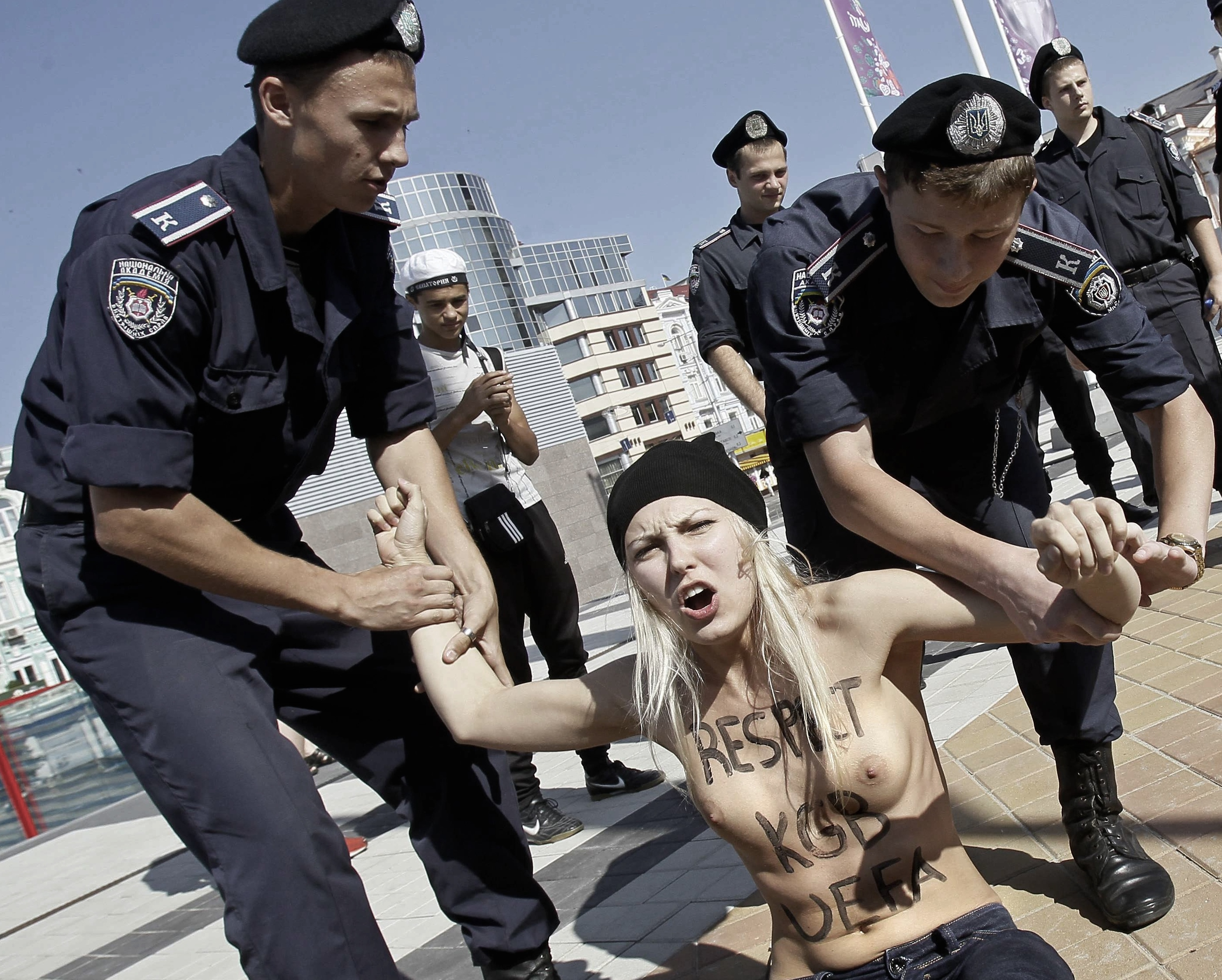
Жданова протестує проти приїзду Лукашенка до Києва 1 липня 2012 року.

27 липня 2013 року Жданова разом із Сашком Шевченком, Оксаною Шачко та фотографом Дмитром Костюковим було заарештовано у Києві перед початком акції протесту проти святкування 1025-річчя прийняття православ'я в Київській Русі. Їх протримали у в'язниці один день та оштрафували. Femen стверджувало, що його активістів викрали і їм висунули незаконні звинувачення   .
Активістки Femen вирішили закрити свій офіс у Києві, проте 27 серпня 2013 року українські силовики проникли до нього і нібито виявили там пістолет та гранату, які, за їхніми словами, там ховали активістки Femen та заарештували Жданову, Шевченкo та Ганна Гуцол.. Вони були звільнені 29 серпня  із зобов'язанням повернутися у відділення поліції через два дні. Отримавши тимчасову свободу Яна Жданова, Саша Шевченко та Оксана Шачко вирішили залишити Україну та перебратися до Франції, де запросили надання притулку як політичних біженців. Вони прибули до Парижа 30 серпня 2013 року.
26 вересня 2013 року Жданова протестувала на подіумі під час модного показу Ніни Річчі у Парижі, виступаючи проти індустрії моди. Її гаслами були Модель, не йди в бордель і Модний диктатерор  .
На початку грудня того року вона брала участь в акції навпроти посольства України в Парижі, справивши малу потребу на фотопортрети Віктора Януковича, тодішнього президента України, через його політику щодо інших українських політичних партій  .
21 грудня 2013 року Жданова протестувала з гаслом «Путін — вбивця демократії» перед Європейським парламентом у Брюсселі проти Путіна, яке тоді перебувало у Брюсселі на саміті за участю Європейського союзу та Росією.
25 лютого 2014 року вона брала участь в акції протесту на площі Трокадеро в Парижі, виступаючи проти політики колишнього прем'єр-міністра України Юлії Тимошенко, яку активістки обізвали «новою маріонеткою Путіна»  .
12 вересня 2014 року вона протестувала перед кораблем-вертольоносцем типу «Містраль» у французькому порту Сен-Назер, який мав бути переданий Росії. Гаслом акції стали фрази: «Хай пішов ти, Путін! Жодних містралей для тебе! » 
6 жовтня 2014 року Жданова піднялася на дах кабарі «Мулен Руж» у Парижі, який відзначав своє 125-річчя, на знак протесту проти образу жіночого тіла в кабарі з гаслом «Червоний — це колір революції»  .

## Примітки

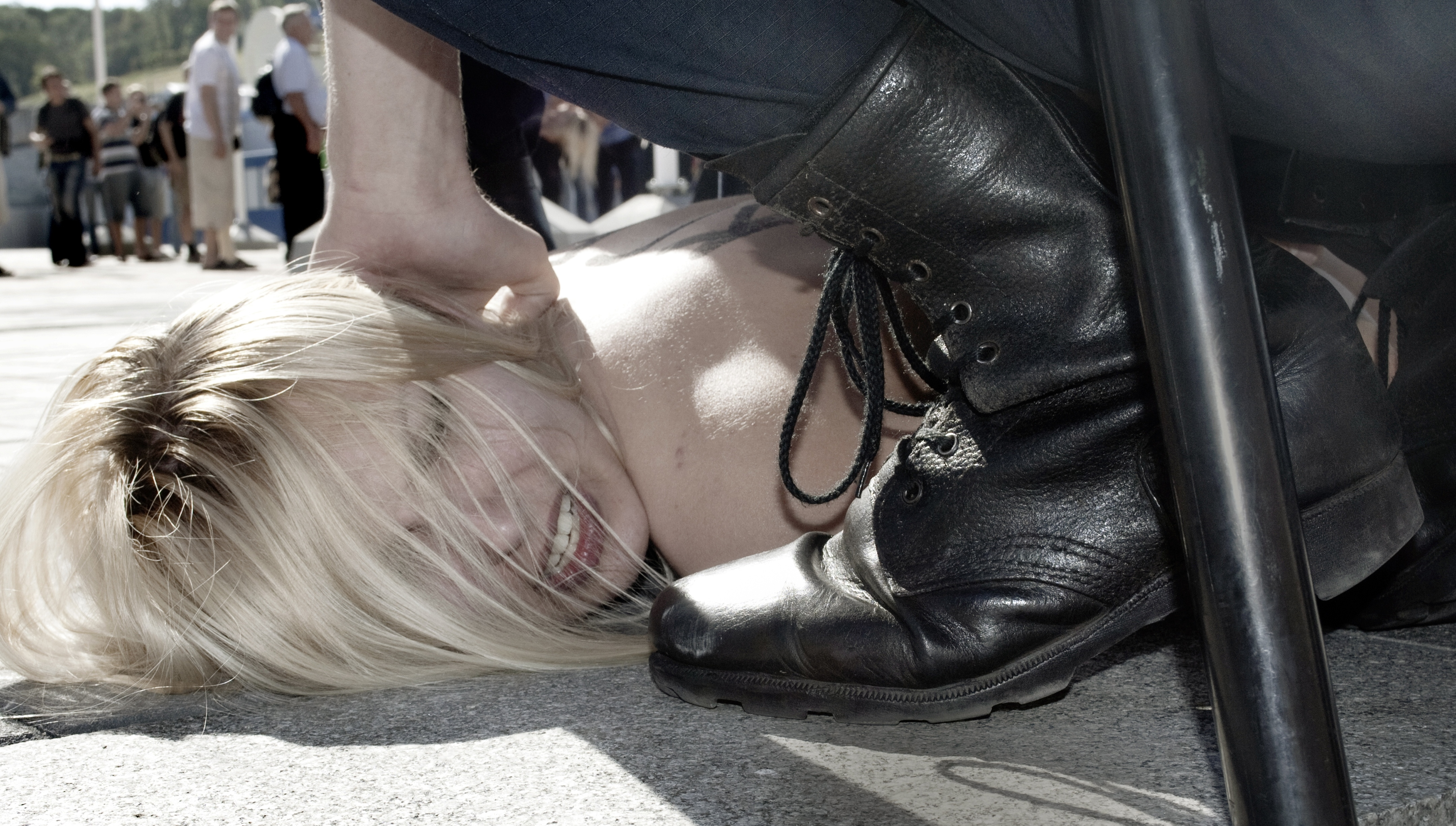
Жданова на Олімпійській площі у Києві 1 липня 2012 р.

## Закон про сексуальну демонстрацію
Наслідком нападу Жданової на воскову статую Путіна в музеї Гревен у Парижі 5 червня 2014 року стало те, що 15 жовтня 2014 року вона була засуджена до штрафу в розмірі 1500 євро за руйнування та демонстрацію сексуального характеру, а також 3000 євро за матеріальний. 1000 євро за моральні збитки, які мають бути виплачені музею. Сторона захисту оскаржила це рішення суду, і справу було передано до Апеляційного суду, де слухалося 27 жовтня та 17 листопада 2016 року. 12 січня 2017 року суд визнав Жданову невинною у сексуальній демонстрації, і вона була засуджена до штрафу у розмірі 600 євро за судові витрати, 3000 євро за статую та 1000 євро за моральні збитки, які мають бути виплачені музею Гревен.

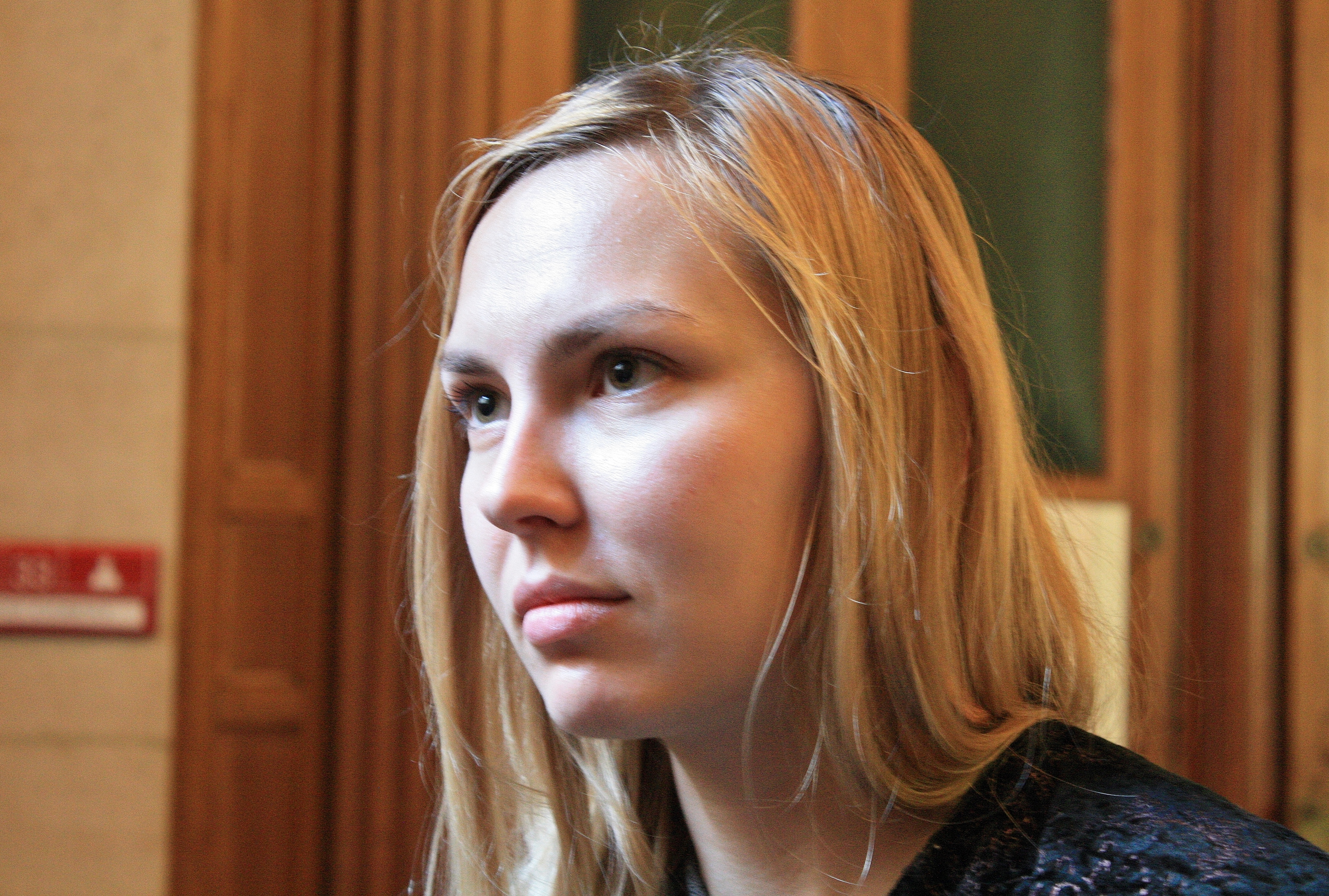
Жданова в Апеляційному суді Парижа 27 жовтня 2016 року

Ще одна феміністська мета Жданової — скасувати закон про сексуальну демонстрацію. Стаття 222-32 Кримінального кодексу Франції свідчила, що демонстрація напівоголеного чи оголеного тіла на публіці є кримінальним правопорушенням, оскільки це навмисний акт демонстрації сексуального характеру. Марія Дозе, адвокат Жданової у цій справі, вказувала, що якщо оголені жіночі груди під час політичної акції є актом сексуальної демонстрації, то оголені чоловічі груди в аналогічному випадку повинні розцінюватися таким же чином, дотримуючись принципу рівності чоловіків і жінок. Крім того, мета демонстрації Жданових оголених грудей, як вона зазначала, полягала не в тому, щоб сексуально спровокувати громадськість, а в тому, щоб привернути увагу суспільства до політичних та соціальних проблем. Вердикт Апеляційного суду від 12 січня 2017 року став першим судовим рішенням у Франції на рівні апеляції, який визнав невинною особу, в даному випадку Жданову, засуджену за сексуальну демонстрацію..

## Асоціація
Жданова разом із Сашком Шевченком є співзасновником та спів-президентом некомерційної асоціації FEMEN, створеної 7 квітня 2016 року. Принципи асоціації, згідно з її статутом, полягають у підвищенні значення фемінізму в реальному суспільстві та практичному сприянні рівності між жінками та чоловіками. Документи асоціації були представлені в Префектуру поліції в Парижі 2 травня 2016 року, і вони були визнані та опубліковані в Офіційному віснику Французької Республіки 14 травня 2016  .

## Фільмографія
Жданова є героїнею документального фільму « Україна – не бордель » австралійки Кітті Грін, світова прем'єра якого відбулася 4 вересня 2013 року на 70-му Венеціанському міжнародному кінофестивалі . Жданова була запрошена на неї  .